# 費佳海牛科
費佳海牛科（學名：Phidianidae）是裸鰓類腹足纲软体动物過往的一個科，由三個属組成。其物種之後曾被歸類海神鰓科，但現時皆已被合併進灰翼科的灰翼亞科。

## 分佈
本科物種自然分佈於熱帶地區的海洋。

## 分類

### 屬
本科包括下列三個屬：
- Moridilla
- 費佳海牛屬（葡萄牙語：Phidiana） Phidiana（葡萄牙語：Phidiana）
- Rolandia